# شو واتانابي (سياسي)
شو واتانابي هو سياسي ياباني، ولد في 11 ديسمبر 1961 في نامازو في اليابان. حزبياً، نشط في الحزب الديمقراطي الياباني. في الانتخابات العامة اليابانية 2017، انتخب عضو مجلس النواب من اليابان عن دائرة Shizuoka 6th district ‏ وقد انضم خلال فترته النيابية ‏ (22 أكتوبر 2017 – ) للكتلة البرلمانية Kibō no Tō ‏ وانتخب عضو مجلس النواب من اليابان عن دائرة Shizuoka 6th district ‏ وقد انضم خلال فترته النيابية ‏ للكتلة البرلمانية الحزب الديمقراطي الياباني.

## وصلات خارجية
- شو واتانابي على موقع IMDb (الإنجليزية)

- الموقع الرسمي